# Air chair
L'air chair (in italiano "sedia in aria") è una freeze della break dance ed è un'evoluzione del "chair".
Essa consiste nel porre il corpo in forma di "sedia", dandosi una spinta con le gambe, con il petto in fuori portare a squadra le gambe e mettere la testa verso le gambe.